# Софія Абраау
Софія Абраау (*22 травня 1991, Сан-Паулу, Бразилія) — бразильська акторка.

## Життєпис
Софія Абраау почала працювати моделлю в 14 років. Після реклами косметичної лінії, Софія була запрошена у рекламне модельне агентство. До 15 років, вона переїхала в Китай, де прожила 4 місяці. Пізніше, вона мешкала у Японії, Сінгапурі та Гонконгу. Після повернення до Бразилії, вона продовжила кар'єру моделі та паралельно, пішла на театральні курси «Globo».

## Особисте життя
У 2009 році Софія зустрічалася зі співаком Фресно Родріго Таваресом, який склав в честь коханої пісню «Софія». Не дивлячись на це, пара розлучилася. У цьому ж році Софія зав'язала відносини з Міґелем Ромуло (порт. Miguel Rômulo).
У 2010 році, після 7 місяців таємного роману з  Шай Суеда (порт. Chay Suede), вони розкрили його публічно в журналі «Whim».
У лютому 2012 року в Софії зав'язалися стосунки з актором і співаком Мікаелем Боржесом (порт. Micael Borges), який також грав у серіалі «Неслухняний підліток».
На карнавалі 2013 року з'явилися чутки, що Софія зустрічається з актором і співаком Фіуком (порт. Fiuk). Про роман офіційно пара оголосила в квітні 2013 року. Відносини припинились в серпні 2013 року.
У 2015 році у Софії почався роман з Серхіо Малгееросом (порт. Sérgio Malheiros).

## Фільмографія

### Телебачення
- Молоді серця (2007-2009)
- Бунтівник (2011-2012)
- Любов до життя (2013-2014)
- Закон кохання (2016-2017)

### Кіно
- Щось не так з Роном (2021) — Томас (озвучка) — Бразильський дубляж